# Gerard de Kruijff
Gerard Pieter de Kruijff (ur. 27 stycznia 1890, zm. 16 października 1968) – holenderski jeździec sportowy. Trzykrotny medalista olimpijski.
Sukcesy odnosił we Wszechstronnym Konkursie Konia Wierzchowego, choć w igrzyskach startował także w skokach. Brał udział w dwóch igrzyskach (IO 24, IO 28), na obu zdobywał medale. Dwukrotnie triumfował w drużynie, a w 1928 dodatkowo zajął drugie miejsce w konkursie indywidualnym.